# Джулиано II Медичи
Джулиано (Юлиа́н) ди Лоренцо де Медичи, герцог де Немур (итал. Giuliano di Lorenzo de' Medici, Duca di Nemours; 12 марта 1479, Флоренция — 17 марта 1516, Флоренция) — капитан-генерал Флорентийской республики из рода Медичи, третий сын Лоренцо Великолепного и Клариче Орсини, младший брат Пьеро Глупого и папы Льва X.

## Биография
Воспитанием юного Джулиано заведовал Анджело Полициано. После изгнания Пьеро из Флоренции (1494) его брат жил в Урбино при дворе герцога Гвидобальдо, а затем воспользовался гостеприимством Венецианской республики. 1 сентября 1512 года они вместе со старшим братом Джованни во главе испанских войск, выделенных Рамоном де Кардоной, вернули себе Флоренцию.
В феврале 1513 года Джованни Медичи, будучи кардиналом, формально сдал власть над городом в руки Джулиано, а сам вернулся в Рим, где вскоре был избран папой римским. Вскоре папа Лев X пожаловал своему брату Джулиано титул «капитан-генерала Флорентийской республики».Однако фактически Флорентийская республика стала по сути придатком Папской области.
В 1515 году в преддверии династического брака с Филибертой Савойской (сестрой Луизы Савойской и тёткой Франциска I) его портрет на фоне замка св. Ангела написал Рафаэль. Портрет, известен по ранним копиям, считался утраченным. 
Французы предполагали возвести Джулиано на неаполитанский престол и по случаю брака с Филибертой дали ему титул герцога Немурского. Этот союз оказался бездетным, однако от связи с некой Пачификой Брандано флорентийский правитель прижил сына Ипполито Медичи — будущего кардинала.
Джулиано покоится в капелле Медичи (базилика Сан-Лоренцо), где Микеланджело придал его скульптурному портрету идеализированные черты древнеримского полководца.